# Hellín
Hellín é um município da Espanha na província de Albacete, comunidade autónoma de Castilla-La Mancha, de área 778,73 km² com população de 31109 habitantes (2006) e densidade populacional de 37,64 hab/km².

## Demografia

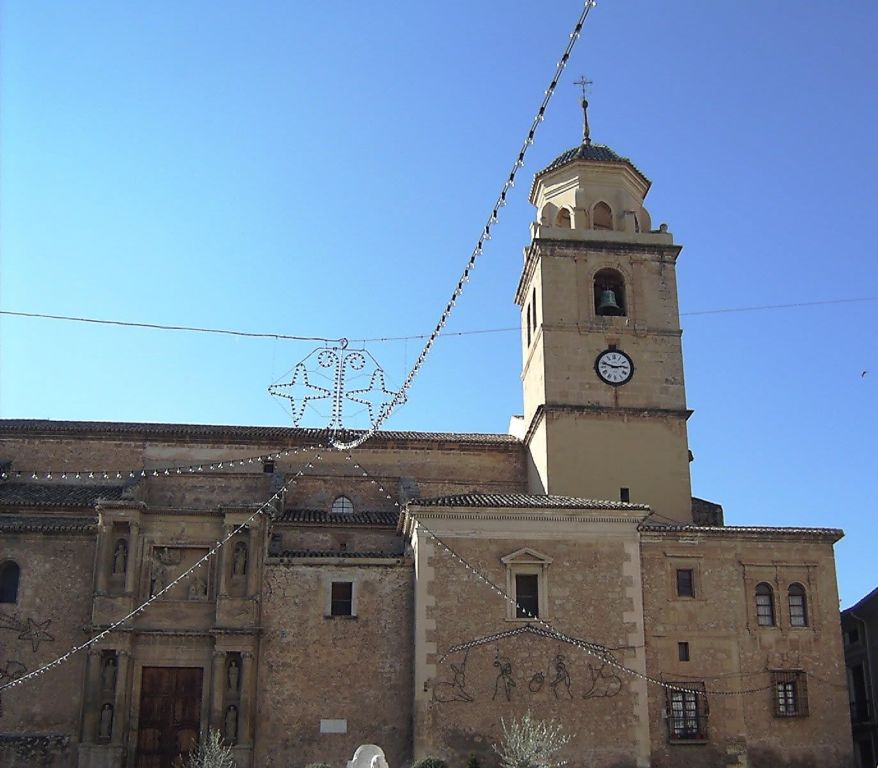
Hellín. La Asunción

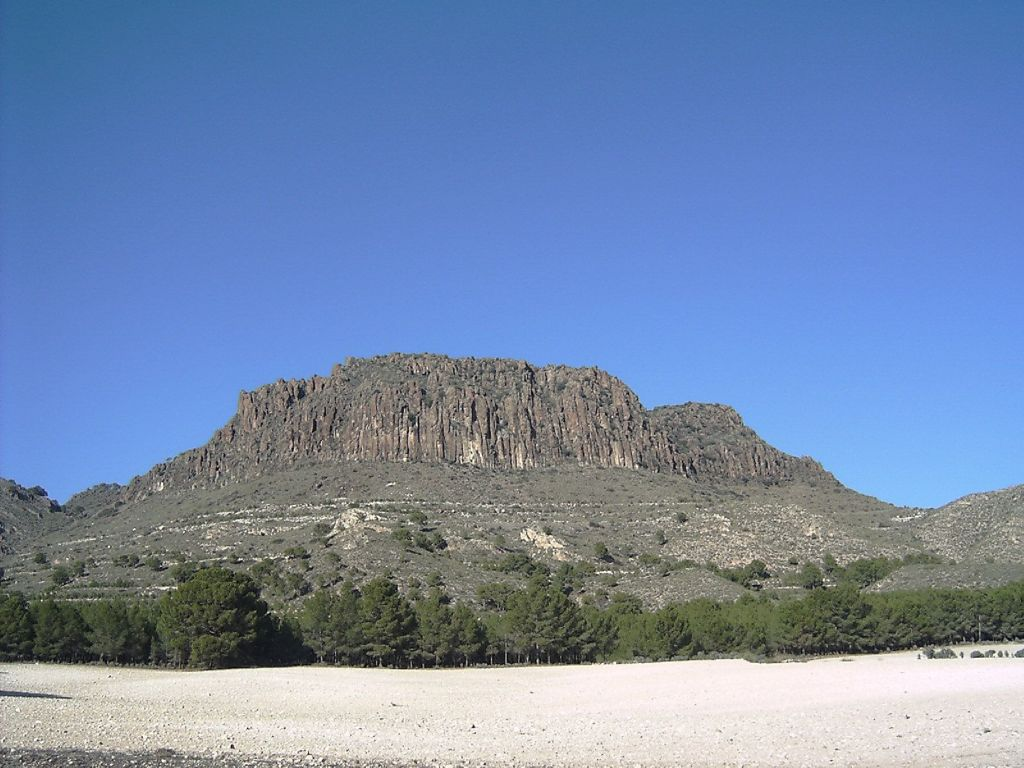
Cancarix

| Variação demográfica do município entre 1991 e 2010 | Variação demográfica do município entre 1991 e 2010 | Variação demográfica do município entre 1991 e 2010 | Variação demográfica do município entre 1991 e 2010 | Variação demográfica do município entre 1991 e 2010 |
| --------------------------------------------------- | --------------------------------------------------- | --------------------------------------------------- | --------------------------------------------------- | --------------------------------------------------- |
| 1991                                                | 1996                                                | 2001                                                | 2004                                                | 2010                                                |
| 24246                                               | 26021                                               | 27553                                               | 29303                                               | 31109                                               |